# 柏木ベン
柏木 ベン（かしわぎ ベン、アイヌ名・Hatankoyma、ハタンコイマッ、ハタンコイマ）（1879年（明治12年）12月12日 - 1963年（昭和36年）8月14日）は、宗谷のアイヌ。アイヌ語宗谷方言の話者であり、当地のアイヌ文化の保持者であった。

## 生涯
1879年12月12日、イキコマナイ 'Ikikomanay（現・稚内市大字宗谷村会所前）に生まれる。父・柏木弁太（ベンタ）（嘉永3年（1850年）6月-？）はオランナイ 'Oran Nay（現・稚内市大字宗谷村字第二清浜）の人、父方祖父・イクニンケ 'Ikuninkeは紋別の人、父方祖母はオランナイの人であった。また、父は首長であった。母・シマ（安政4年（1857年）6月-？）はその父母ともに石狩の人であり（シマはオランナイ出身との記述もある）、宗谷のことは何も知らなかったという。10歳以後はオランナイに住む。明治43年（1910年）1月6日に宗谷村41番地津山平吉の養子藤太郎と協議離婚した。昭和17年（1942年）頃失明する。市の生活保護を受けながら、観光客に求められるとユーカラを聴かせていた。また、アイヌ語宗谷方言の最後の話者として調査にも協力し、研究者に多くの資料を提供したものの、その語彙は限られていたという。宗谷アイヌ最後の一人と見なされている。